# Tomasz Taraszkiewicz
Tomasz Maciej Taraszkiewicz (ur. 6 czerwca 1958 w Warszawie) – polski aktor teatralny i filmowy, muzealnik.

## Życiorys
Absolwent Państwowej Wyższej Szkoły Teatralnej im. Aleksandra Zelwerowicza w Warszawie (1984). W latach 1984-1995 był członkiem zespołu Teatru Studio w Warszawie, wystąpił także w siedemnastu spektaklach Teatru Telewizji (1994-1997). Następnie pracował w redakcji Gazety Wyborczej, był redaktorem prowadzącym radia Tok FM, a obecnie (2025) pełni funkcję kustosza w Zamku Królewskim w Warszawie.
W 1984 roku na Ogólnopolskim Przeglądzie Spektakli Dyplomowych Szkół Teatralnych otrzymał nagrodę indywidualną za rolę Bluma w spektaklu "Kariera Alfa Omegi" Juliana Tuwima i Mariana Hemara.
Był radnym Rady Dzielnicy Żoliborz w latach 2010-2014 z listy Platformy Obywatelskiej. Bezskutecznie kandydował do Rady w wyborach samorządowych w 2006 roku i 2014 roku (z listy Platformy Obywatelskiej) oraz w 2018 roku i 2024 roku (z listy Koalicji Obywatelskiej).

## Filmografia
- Bez końca (1984) - działacz opozycji, znajomy Stachów
- 1944 (1984) - porucznik Bolesław Tywiański "Kmicic", członek oddziału NSZ (odc. 1 Bohun i Kmicic)
- Weryfikacja (1986) - żołnierz sprawdzający ciężarówkę skradzioną przez Marka
- Maskarada (1986) - młody aktor
- O rany, nic się nie stało!!! (1987) - Łukasz Burski, tłumacz Kubańczyka
- Dorastanie (1987) - Zyga, kolega Braniaka z fabryki (odc. 4-7)
- Jeszcze tylko ten las (1991) - żołnierz niemiecki w getcie
- Tato (1995) - ojciec Maćka
- Na dobre i na złe (2007-2010) - inżynier (odc. 313, 314, 316, 320, 321, 336, 351, 426)

Źródło: